# Polisportiva Giordana Genova
La Polisportiva Giordana Genova è stata una società italiana di pallacanestro e atletica leggera con sede a Genova.
Disputa due stagioni in Serie B e quattro in Serie A maschili prima dell'interruzione bellica del 1943. Rinuncia poi a partecipare al Campionato italiano 1944.
La sezione femminile di pallacanestro è per cinque stagioni nella massima serie.
È attiva anche nell'atletica leggera e le sue atlete hanno partecipato ai campionati italiani nel 1937, 1938, 1939, 1940 e 1941.

## Cronistoria
| Cronistoria della Polisportiva Giordana Genova nella pallacanestro |
| --- |
| Maschile - 1936 · 1ª nella VI Zona di Prima Divisione, 2ª nel Girone A Semifinale. - 1937 · - 1937-1938 · 2ª nel Girone B di Serie B. - 1938-1939 · 1ª nel Girone A di Serie B, 2ª nel Girone Finale, promossa in Serie A. - 1939-1940 · 7ª in Serie A. - 1940-1941 · 7ª in Serie A. - 1941-1942 · 7ª in Serie A. - 1942-1943 · 10ª in Serie A. - 1944 · rinuncia a partecipare al Campionato italiano. Femminile - 1936-37 · 1ª nel girone finale di Prima Divisione, promossa in Divisione Nazionale. - 1937-1938 · 2ª in Divisione Nazionale. - 1938-1939 · 2ª in Divisione Nazionale. - 1939-1940 · 1ª nel Girone B di Divisione Nazionale, ritirata dal Girone Finale. - 1940-1941 · partecipa al Girone A di Serie A. - 1941-1942 · partecipa al Girone A di Serie A, non si iscrive al campionato seguente. |